# Boys Don't Cry (álbum)
Boys Don't Cry é a primeira coletânea musical da banda inglesa de rock The Cure. Foi lançado em fevereiro de 1980 como uma versão norte-americana do álbum de estreia da banda de 1979, Three Imaginary Boys.
Este álbum é composto por várias faixas do álbum de estreia (que ainda não havia sido lançado nos Estados Unidos) com material do período de 1978-1979. A faixa título e single "Boys Don't Cry" foi o primeiro lançamento da banda nos Estados Unidos.
| Críticas profissionais                                                      | Críticas profissionais |
| Avaliações da crítica                                                       | Avaliações da crítica  |
| Fonte                                                                       | Avaliação              |
| --------------------------------------------------------------------------- | ---------------------- |
| allmusic                                                                    | [ 2 ]                  |
| Esta tabela precisa de ser acompanhada por texto em prosa. Consulte o guia. |                        |

## Faixas

### Álbum original

#### Lado A
1. "Boys Don't Cry" – 2:35
2. "Plastic Passion" – 2:15
3. "10.15 Saturday Night" – 3:38
4. "Accuracy" – 2:16
5. "Object" – 3:03
6. "Jumping Someone Else's Train" – 2:56
7. "Subway Song" – 1:59

#### Lado B
1. "Killing an Arab" – 2:22
2. "Fire in Cairo" – 3:21
3. "Another Day" – 3:43
4. "Grinding Halt" – 2:49
5. "World War" – 2:36
6. "Three Imaginary Boys" – 3:14

### Versão em CD
1. "Boys Don't Cry" – 2:35
2. "Plastic Passion" – 2:14
3. "10.15 Saturday Night" – 3:38
4. "Accuracy" – 2:16
5. "So What" – 3:01
6. "Jumping Someone Else's Train" – 2:56
7. "Subway Song" – 1:55
8. "Killing an Arab" – 2:22
9. "Fire in Cairo" – 3:21
10. "Another Day" – 3:43
11. "Grinding Halt" – 2:49
12. "Three Imaginary Boys" – 3:14

## Integrantes
- Robert Smith – guitarra e vocal
- Michael Dempsey – baixo e vocal de apoio
- Laurence Tolhurst – bateria